# Виларика
Виларика (итал. Villaricca) је насеље у Италији у округу Напуљ, региону Кампанија.
Према процени из 2011. у насељу је живело 25074 становника. Насеље се налази на надморској висини од 115 м.

## Становништво
| 1931. | 1936. | 1951. | 1961. | 1971. | 1981.  | 1991.  | 2001.  | 2011.  |
| ----- | ----- | ----- | ----- | ----- | ------ | ------ | ------ | ------ |
| 4.943 | 5.205 | 6.486 | 7.454 | 8.845 | 14.831 | 22.114 | 26.175 | 30.052 |